# Jim Metzler
James Rockey „Jim” Metzler (ur. 23 czerwca 1951 w Oneonta) – amerykański aktor charakterystyczny.

## Życiorys

### Wczesne lata
Urodził się w Oneonta w stanie Nowy Jork jako syn Joan i Boba Metzlerów. Jego starszy brat Bob został prawnikiem w Connecticut. W 1973 w Dartmouth College był baseballistą Minor League Baseball jako obiecujący miotacz. Po ukończeniu college’u grał w Boston Red Sox. Jednak wkrótce postanowił pójść do szkoły teatralnej, aby rozpocząć karierę aktorską. Trudnił się jako dziennikarz sportowy w północnej część stanu Nowy Jork i był kelnerem w restauracji na Manhattanie.

### Kariera
Debiutował na ekranie jako drugobazowy w komedii Gra (Squeeze Play, 1979) z Alem Corleyem. Po udziale w komediodramacie Czworo przyjaciół (Four Friends, 1981) jako wysportowany Tom, który idzie do wojska, u boku Craiga Wassona, wystąpił w telefilmie NBC Księżniczka Daisy (Princess Daisy, 1983) na podstawie powieści Judith Krantz. Rola Masona „Mace’a” McCormicka, brata tytułowego bohatera granego przez Matta Dillona w telewizyjnym dramacie familijnym Walt Disney Pictures/Walt Disney Studios Motion Pictures Tex (1982) przyniosła mu nominację do nagrody Złotego Globu dla najlepszego aktora drugoplanowego. Rozpoznawalność wśród telewidzów zyskał dzięki roli lekarza dr Andy’ego Fentona w serialu medycznym CBS Klinika w Teksasie (Cutter to Houston, 1983-1984), gdzie wraz z Alekiem Baldwinem i Shelley Hack stworzył trio przyjaźniących się lekarzy. W The Best Times (1985) został obsadzony w roli nauczyciela nauk ścisłych Dana Bradena. W miniserialu ABC Północ-Południe (North and South, Books 1 & 2, 1985-1986) zagrał postać Jamesa Huntoona, poczciwego narzeczonego a potem męża niewiernej Ashton (Terri Garber). W dokumentalnym dramacie telewizyjnym Freeform Apollo 11 (1996) wcielił się w rolę astronauty Michaela Collinsa. W dramacie kryminalnym Tajemnice Los Angeles (L.A. Confidential, 1997) z Kim Basinger zagrał trzecioplanową postać członka miejskiej rady.

## Życie prywatne
29 listopada 1982 ożenił się z Marcie Veronicą Fitzmaurice, z którą ma dziecko. Jednak doszło do rozwodu. 1 lutego 1997 poślubił kierowniczkę telewizyjną Susan Adele Tillerson.

## Filmografia

### Filmy
- 1979: Nieczyste zagranie (Squeeze Play) jako drugobazowy
- 1981: Czworo przyjaciół (Four Friends) jako Tom
- 1982: Tex Mason McCormick
- 1983: Księżniczka Daisy (Princess Daisy, TV) jako John
- 1985: Czy pamiętasz miłość? (Do You Remember Love, TV) jako Tom Hollis
- 1986: Brzeg rzeki (River's Edge) jako pan Burkewaite
- 1986: Gwiazdka (The Christmas Star) jako Stuart Jameson
- 1987: Alamo: trzynaście dni chwały (The Alamo: Thirteen Days to Glory, TV) jako major James Bonham
- 1987: Dziewczynka z zapałkami (The Little Match Girl, TV) jako Joseph Dutton
- 1988: Koń mądrzejszy od jeźdźca (Hot to Trot) jako Boyd Osborne
- 1988: 976-EVIL jako Marty
- 1989: Perry Mason: The Case of the Musical Murder (TV) jako Johnny Whitcomb
- 1989: Stary Gringo (Old Gringo) jako Ron
- 1990: Elektroniczny człowiek (Circuitry Man) jako Danner
- 1990: Katastrofa (Crash: The Mystery of Flight 1501, TV) jako Spense Zolman
- 1992: Jeden fałszywy ruch (One False Move) jako Dude Cole
- 1996: Apollo 11 (TV) jako Mike Collins
- 1997: St. Patrick’s Day (TV) jako Adam
- 1997: Tajemnice Los Angeles (L.A. Confidential) jako miejski radny
- 1998: A Wing and a Prayer (TV) jako Will
- 1999: Bad City Blues jako Luther Logan
- 1999: Ochrona świadka (Witness Protection, TV) jako Jim Cutler
- 1999: Droga do Białego Domu (The Big Brass Ring) jako Pacxy Barragan
- 1999: Hefner nieautoryzowany (Hefner: Unauthorized, TV) jako prokurator
- 2000: Teksańska gorączka (Warm Texas Rain) jako Alex
- 2001: The Doe Boy jako dr Moore
- 2001: Megiddo (Megiddo: The Omega Code 2) jako sekretarz Stanu / prezydent Breckenridge
- 2002: Pod presją (Under the Influence) jako Geary
- 2003: Odmienne stany moralności (The United States of Leland) jako kementujący reporter
- 2010: Amish Grace jako powiatowy szeryf
- 2013: Wiener Dog Nationals jako pan Fleet

### Seriale TV
- 1983-84: Klinika w Teksasie (Cutter to Houston) jako dr Andy Fenton
- 1985: Najlepsze czasy (The Best Times) jako Dan Bragen
- 1985: Północ-Południe (North and South, Books ) jako James Huntoon
- 1986: Na skrzydłach orłów (On Wings of Eagles) jako Bill Gaylord
- 1986: Północ-Południe (North and South, Books 2) jako James Huntoon
- 1988-89: Piękna i Bestia (Beauty and the Beast) jako Steven Bass
- 1991: Napisała: Morderstwo jako Tom Benzinger
- 1991: Mroczna sprawiedliwość (Dark Justice) jako Dale Gordon
- 1994: Diagnoza morderstwo jako dr Tom Harvey
- 1995: Szpital Dobrej Nadziei (Chicago Hope) jako Steven Hayes
- 1995: Star Trek: Stacja kosmiczna jako Chris Brynner
- 1996: Dotyk anioła (Touched by an Angel) jako dr H.C. Arnovitz
- 1996: JAG jako komandor Miller
- 1998: Jedwabne pończoszki (Silk Stalkings) jako senator LeGuare
- 1998: Sliders jako Jonathan Griffin
- 1999: Sprawy rodzinne (Family Law) jako Tom Gibbons
- 1999: Dotyk anioła (Touched by an Angel) jako Charlie
- 2000: Poziom 9 (Level 9) jako Dalton Corliss
- 2003: Babski oddział (The Division)
- 2004: CSI: Kryminalne zagadki Nowego Jorku jako dr Huff
- 2005: Nowojorscy gliniarze jako Roger Harborn
- 2007: Jordan w akcji (Crossing Jordan) jako sędzia Clarence Gordon
- 2009: Chirurdzy (Grey’s Anatomy) jako ksiądz
- 2009: Dexter jako agent specjalny Davis
- 2010: Trzy na jednego (Big Love) jako Dick Lesterson
- 2011: Glee jako minister
- 2014: Mad Men jako Victor Perkins